# Ярослав Рубаха
Яро̀слав Ма̀рчин Руба̀ха (на полски: Jarosław Marcin Rubacha) е полски историк и балканист, преподавател във Варминско-Мазурския университет, член на Полската академия на науките и Македонския научен институт.

## Биография
Роден е през 1970 година. В 1994 година завършва история в Ягелонския университет. През 2003 година защитава докторска дисертация в университет „Ян Кохановски“ в Келце. В годините 2009, 2010 и 2015 е на научен стаж в Македонския научен институт, Великотърновския и Пловдивския университет.

## Подбрани трудове
- Bułgarski sen o Bizancjum : polityka zagraniczna Bułgarii w latach 1878 – 1913  (2004)
- Gospodarka Bułgarii na przełomie XIX i XX wieku (2011)
- Bułgaria na przełomie XIX i XX wieku : bułgarskie metamorforzy w publikacjach „Świata Słowiańskiego“ (1905 – 1914) (2012)
  - Полското списание „Славянски свят“ за България от края на XIX и началото на XX в. Том 1 – 3 (2018 – 2021)
- Polsko-bułgarskie kontakty kulturalne w okresie międzywojennym (2016)
- Bułgarska epopeja (1915 – 1918) : armia bułgarska na frontach I wojny światowej w świetle publikacji dziennika „Czas“. T. 1, Kampanie serbska i rumuńska (2017)
- RUBACHA, Jaroslaw. The unification of the principality of Bulgaria and Eastern Rumelia in 1885 in the publications of the Cracow newspaper "Czas". Istoriya-History. 2018, 26 (5), 505-525. Available from: https://www.webofscience.com/wos/woscc/full-record/WOS:000449530000005.